# Campionato mondiale di street hockey 2005
Il 5º Campionato mondiale di street hockey, si tenne nel periodo fra il 13 e il 18 giugno 2005 in Stati Uniti, nella città di Pittsburgh.
Il torneo è stato vinto dalla Canada, la quale ha conquistato il suo terzo titolo sconfiggendo in finale la Slovacchia per 5-0. La Italia, sconfiggendo la Portogallo per 6-1 ottenne la medaglia di bronzo.

## Gironi preliminari

### I Divisione

#### Girone A
| Pos. |             | PG | V | N | P | GF | GS | DR  | Pt | Accede a         |
| 1.   | Italia      | 3  | 3 | 0 | 0 | 17 | 4  | +13 | 6  | Quarti di finale |
| 2.   | Canada      | 3  | 2 | 0 | 1 | 12 | 7  | +5  | 4  | Quarti di finale |
| 3.   | Svizzera    | 3  | 0 | 1 | 2 | 6  | 13 | -7  | 1  | Ottavi di finale |
| 4.   | Stati Uniti | 3  | 0 | 1 | 2 | 3  | 14 | -11 | 1  | Ottavi di finale |

| Pittsburgh | Canada | 6 – 2 | Svizzera |  |

| Pittsburgh | Italia | 8 – 0 | Stati Uniti |  |

| Pittsburgh | Italia | 5 – 2 | Svizzera |  |

| Pittsburgh | Canada | 4 – 1 | Stati Uniti |  |

| Pittsburgh | Stati Uniti | 2 – 2 | Svizzera |  |

| Pittsburgh | Italia | 4 – 2 | Canada |  |

#### Girone B
| Pos. |            | PG | V | N | P | GF | GS | DR  | Pt | Accede a         |
| 1.   | Rep. Ceca  | 3  | 2 | 1 | 0 | 16 | 1  | +15 | 5  | Quarti di finale |
| 2.   | Slovacchia | 3  | 2 | 1 | 0 | 17 | 4  | +13 | 5  | Quarti di finale |
| 3.   | Pakistan   | 3  | 1 | 0 | 2 | 8  | 16 | -8  | 2  | Ottavi di finale |
| 4.   | Germania   | 3  | 0 | 0 | 3 | 1  | 21 | -20 | 0  | Ottavi di finale |

| Pittsburgh | Rep. Ceca | 6 – 0 | Germania |  |

| Pittsburgh | Slovacchia | 6 – 3 | Pakistan |  |

| Pittsburgh | Rep. Ceca | 9 – 0 | Pakistan |  |

| Pittsburgh | Slovacchia | 10 – 0 | Germania |  |

| Pittsburgh | Pakistan | 5 – 1 | Germania |  |

| Pittsburgh | Slovacchia | 1 – 1 | Rep. Ceca |  |

### II Divisione

#### Girone C
| Pos. |             | PG | V | N | P | GF | GS | DR  | Pt | Accede a         |
| 1.   | India       | 3  | 2 | 1 | 0 | 14 | 6  | +8  | 5  | Ottavi di finale |
| 2.   | Regno Unito | 3  | 2 | 0 | 1 | 15 | 8  | +7  | 4  | Ottavi di finale |
| 3.   | Grecia      | 3  | 1 | 0 | 2 | 5  | 16 | -11 | 2  |                  |
| 4.   | Bermuda     | 3  | 0 | 1 | 2 | 8  | 12 | -4  | 1  |                  |

#### Girone D
| Pos. |              | PG | V | N | P | GF | GS | DR  | Pt | Accede a         |
| 1.   | Portogallo   | 3  | 3 | 0 | 0 | 34 | 1  | +33 | 6  | Ottavi di finale |
| 2.   | Isole Cayman | 3  | 2 | 0 | 1 | 19 | 12 | +7  | 4  | Ottavi di finale |
| 3.   | Austria      | 3  | 1 | 0 | 2 | 8  | 14 | -6  | 2  |                  |
| 4.   | Messico      | 3  | 0 | 0 | 3 | 0  | 34 | -34 | 0  |                  |

## Fase ad eliminazione diretta

### Ottavi di finale
| Pittsburgh 15 giugno 2005 | Svizzera | 2 – 1 (0-1; 2-0; 0-0) | Isole Cayman |  |

| Pittsburgh 15 giugno 2005 | Regno Unito | 3 – 2 (3-0; 0-2; 0-0) | Pakistan |  |

| Pittsburgh 15 giugno 2005 | Portogallo | 4 – 1 (1-1; 0-0; 3-0) | Stati Uniti |  |

| Pittsburgh 15 giugno 2005 | India | 3 – 2 (0-1; 2-0; 1-1) | Germania |  |

### Quarti di finale
| Pittsburgh 16 giugno 2005 | Portogallo | 5 – 4 (1-0; 2-2; 1-2; 0-0; 1-0) | Rep. Ceca |  |

| Pittsburgh 16 giugno 2005 | Italia | 6 – 2 (1-0; 3-1; 2-1) | India |  |

| Pittsburgh 16 giugno 2005 | Slovacchia | 9 – 0 (2-0; 5-0; 2-0) | Svizzera |  |

| Pittsburgh 16 giugno 2005 | Canada | 7 – 0 (1-0; 2-0; 4-0) | Regno Unito |  |

### Semifinali
| Pittsburgh 17 giugno 2005 | Slovacchia | 4 – 1 (2-0; 0-1; 2-0) | Italia |  |

| Pittsburgh 17 giugno 2005 | Canada | 2 – 0 (0-0; 2-0; 0-0) | Portogallo |  |

### Finale 3º/4º posto
| Sierre 18 giugno 2005 | Italia | 6 – 1 (3-0; 3-0; 1-1) | Portogallo |  |

### Finale
| Sierre 18 giugno 2005 | Canada | 5 – 2 (0-2; 2-0; 3-0) | Slovacchia |  |

## Graduatoria finale
| Pos | Squadra      |
| --- | ------------ |
|     | Canada       |
|     | Slovacchia   |
|     | Italia       |
| 4   | Portogallo   |
| 5   | Rep. Ceca    |
| 6   | India        |
| 7   | Regno Unito  |
| 8   | Svizzera     |
| 9   | Stati Uniti  |
| 10  | Germania     |
| 11  | Grecia       |
| 12  | Pakistan     |
| 13  | Bermuda      |
| 14  | Isole Cayman |
| 15  | Austria      |
| 16  | Messico      |